# Sicyopterus longifilis
Sicyopterus longifilis is een straalvinnige vissensoort uit de familie van de grondels (Gobiidae). De wetenschappelijke naam van de soort is voor het eerst geldig gepubliceerd in 1912 door Lieven Ferdinand de Beaufort.
Het is een zoetwatervis. De Beaufort verzamelde ze in 1910 in het westen van Ceram, in de bergrivier Tubah.